# Kolonien und Protektorate der Vereinigten Staaten

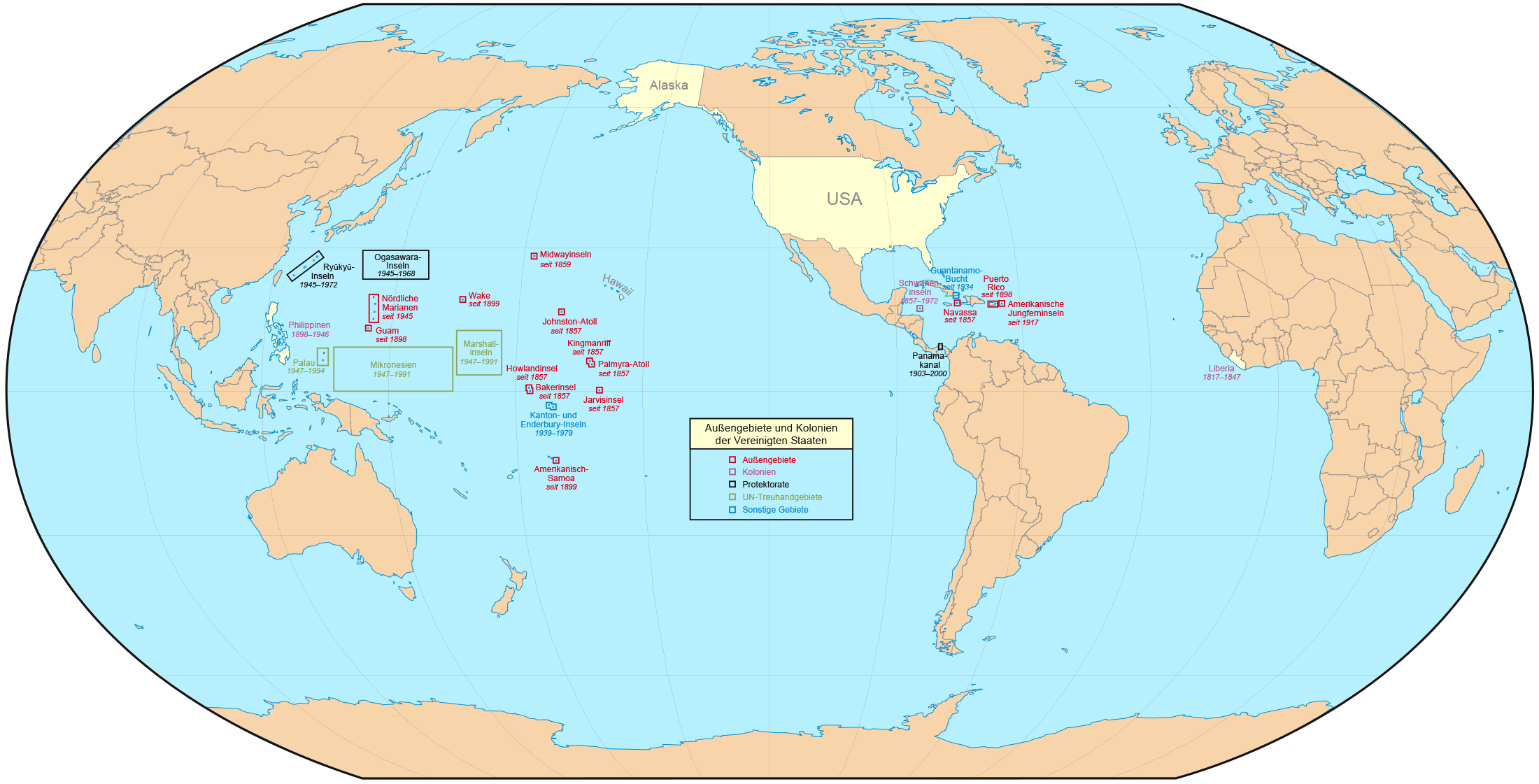
Außengebiete der Vereinigten Staaten

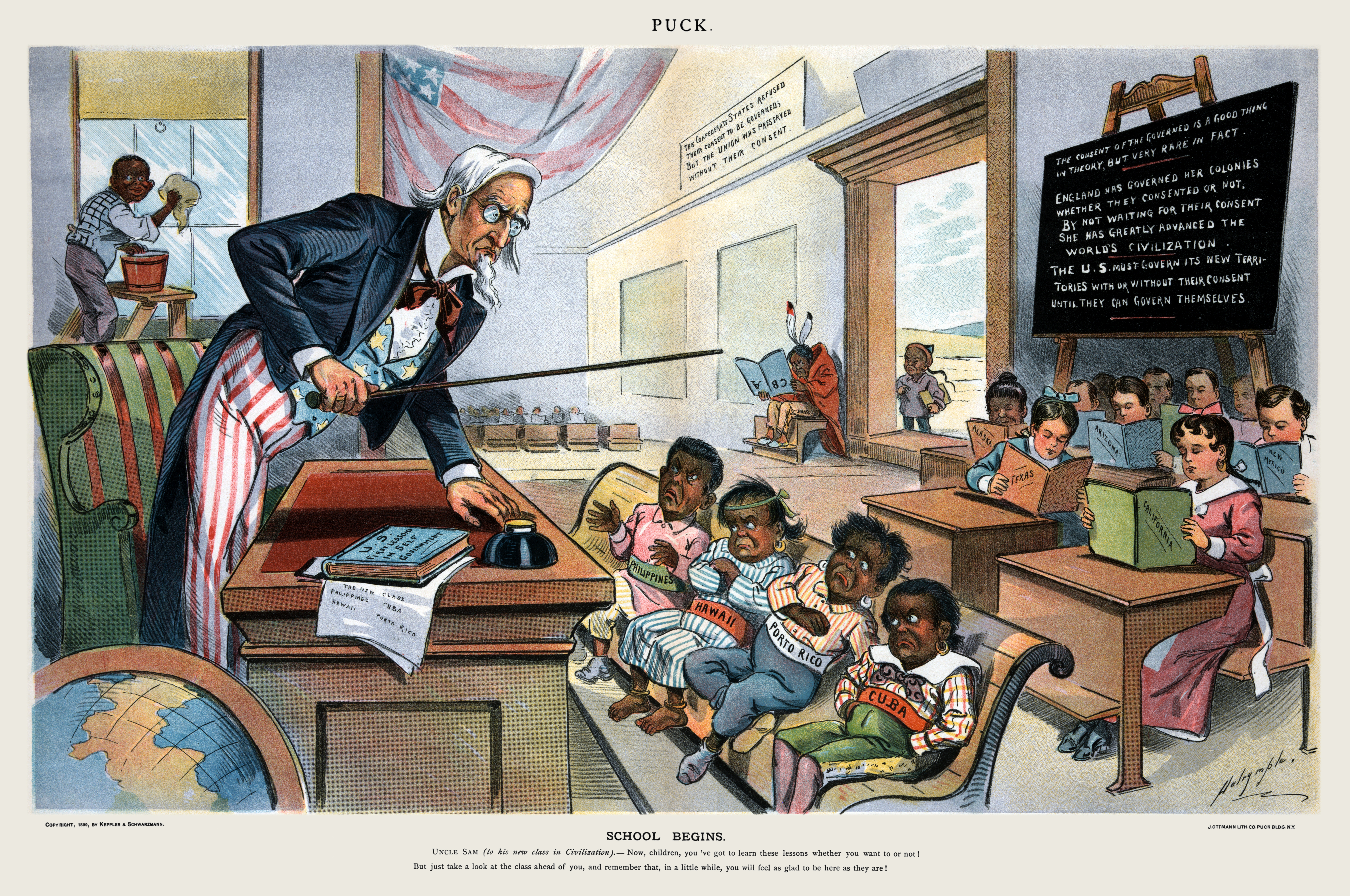
School begins („Schulanfang“). Karikatur aus der amerikanischen Satirezeitschrift Puck, 1899. Dargestellt ist Uncle Sam, der als Lehrer vier neue Schüler, nämlich die im Spanisch-Amerikanischen Krieg erworbenen Territorien Philippinen, Puerto Rico, Kuba und Hawaii, in seinen Unterricht aufnimmt und ihnen einschärft, den amerikanischen Herrschaftsanspruch nicht zu hinterfragen.

Die Vereinigten Staaten etablierten sich gegen Ende des 19. Jahrhunderts als Weltmacht und wurden damit zu einer ernstzunehmenden Konkurrenz der europäischen imperialistischen Mächte wie dem Vereinigten Königreich und Frankreich. Sie engagierten sich zunächst in der Karibik und weiteten dann ihr Interessensgebiet im Zuge der Annexion von Hawaii auf Asien und den Pazifik aus, da auch für die USA der Handel mit China an Bedeutung gewann und die USA diesen riesigen Markt nicht Japan und Europa allein überlassen wollten. Erste koloniale Erwerbungen erfolgten im Spanisch-Amerikanischen Krieg, die letzte Expansion der USA nach dem Ende des Zweiten Weltkriegs, als es gelang, zahlreiche pazifische Inseln unter ihre Herrschaft zu bringen. Diese Gebiete gelten heute, soweit sie nicht in die Unabhängigkeit entlassen wurden, nicht als Kolonien, sondern als Außengebiete der Vereinigten Staaten.

## Antikoloniale Tradition
Ursprünglich lehnten die USA, die selbst aus den 13 Kolonien hervorgegangen waren, Kolonialismus ab. Nachdem die meisten Staaten Lateinamerikas ihre Unabhängigkeit erlangt hatten, sprachen die USA in der Monroe-Doktrin 1823 den Europäern jedes Recht auf erneute Expansion in der westlichen Hemisphäre ab. 1853 ließen sie eine Flottille unter dem Kommando Matthew Calbraith Perrys in den Hafen von Edo einlaufen, eroberten aber kein Territorium, sondern erzwangen die handelspolitische Öffnung Japans. Unter ähnlichem Vorzeichen stand auch die Politik der offenen Tür, mit der sie 1899 die europäischen Großmächte davon abzuhalten suchten, Handelsmonopole und Territorialbesitz in China zu erwerben. Von dieser antikolonialen Tradition und dem informellen Imperialismus, der die amerikanische Außenpolitik bis dahin gekennzeichnet hatte, rückten sie 1898 im Spanisch-Amerikanischen Krieg ab und traten in die Weltpolitik ein. Der amerikanische Historiker Walter LaFeber weist darauf hin, dass sich dieser neue Imperialismus der USA gleichwohl deutlich von dem der europäischen Mächte unterschied: Die neu erworbenen Gebiete hätten sich auf 125 000 Quadratmeilen beschränkt, wohingegen das britische Kolonialreich 4,7 Millionen Quadratmeilen umfasste, das französische 3,5 Millionen und das deutsche eine Million Quadratmeilen. Die Amerikaner hätten Märkte gewollt, keine Kolonien.

## Liberia
Die erste „Kolonie“ der USA war das 1817 von der American Colonization Society (einer Privatorganisation) gegründete westafrikanische Liberia. Dort wurden freigelassene afroamerikanische Sklaven angesiedelt, so wie es auch die Briten im benachbarten Sierra Leone taten. 1847 erhielt das Gebiet seine Unabhängigkeit gegenüber der Gesellschaft. Liberia war aber keine Kolonie im eigentlichen Sinne, da die USA nie formal Gebietsansprüche bzw. die Oberhoheit über dieses Gebiet hatten.

## Karibik
Bereits 1849 und 1854 hatten die Präsidenten James K. Polk und Franklin Pierce vergeblich versucht, Kuba für 100 Millionen bzw. 130 Millionen Dollar von Spanien zu kaufen. Nach dem Ende des Spanisch-Amerikanischen Krieges war Spanien gezwungen, seine Kolonien in der Karibik, Kuba und Puerto Rico, im Vertrag von Paris an die USA abzutreten. 1901 wurde Kuba formal unabhängig. Damit war es keine Kolonie; die USA behielten sich jedoch mit dem Platt Amendment ein Interventionsrecht vor, von dem sie bei den Aufständen von 1906 und von 1917 auch Gebrauch machten. Wirtschaftlich geriet die Insel in völlige Abhängigkeit von amerikanischem Kapital; die politische Unabhängigkeit blieb aber erhalten. 1934 hob Präsident Franklin D. Roosevelt das Interventionsrecht auf, nur der Marine-Stützpunkt Guantanamo Bay blieb weiterhin unter der Gebietshoheit der USA.
Puerto Rico wurde 1917 die innere Selbstverwaltung zugebilligt und 1952 in ein mit den USA frei assoziiertes Territorium umgewandelt. In drei Volksabstimmungen 1967, 1993 und 1998 wurde die Unabhängigkeit abgelehnt. Am 6. November 2012 stimmte im Zuge eines nicht-bindenden Referendums eine Mehrheit der puerto-ricanischen Bevölkerung für die Umwandlung in einen amerikanischen Bundesstaat.
Navassa gehörte zwar ursprünglich zu Haiti, wurde aber 1857 mit dem Guano Islands Act annektiert. Haiti verlangt seitdem die Rückgabe der Insel.
Die Swan Islands wurden ebenfalls durch den Guano Islands Act annektiert; sie wurden 1972 an Honduras übergeben.
1917 wurde Dänisch-Westindien von Dänemark abgekauft, da die USA einen Marinestützpunkt in der Karibik benötigten.

## Pazifische Inseln und Asien
Der Konsul Charles Lee Moses hatte im August 1865 je einen 10-Jahres-Pachtvertrag mit dem Sultan von Brunei Abdul Mumin und mit dessen Thronfolger Pengiran Temenggung geschlossen, der ihm Landrechte in verschiedenen Gebieten im Norden Borneos garantierte. Diese Konzessionen veräußerte er am 9. September 1865 an die Kaufleute Joseph William Torrey und Thomas Bradley Harris, die daraufhin die American Trading Company of Borneo gründeten. Im Dezember 1865 gründete Torrey mit zwölf Amerikanern und 60 Chinesen die Siedlung Ellena, eine Kolonie in der Gegend des heutigen Kimanis. Der Plan, die Kolonie durch den Anbau von Zuckerrohr, Tabak und Reis für weitere Siedler attraktiv zu machen, scheiterte jedoch bereits nach kurzer Zeit. Schon 1866 wurde Ellena aufgrund fehlenden Kapitals, Mangel an Arbeitskräften, Aufständen unter den Arbeitern und schweren Krankheiten wieder aufgegeben. Noch vor Ablauf des Pachtvertrags im Januar 1875 gelang es Torrey, seine Rechte an Nordborneo an den Konsul von Österreich-Ungarn in Hongkong, den deutschstämmigen Baron Gustav Overbeck zu verkaufen. In der Folge wurde das Gebiet unter der North Borneo Chartered Company ein Protektorat der britischen Krone und war damit weiterem amerikanischen Zugriff entzogen.
In Asien eroberten die USA im Spanisch-Amerikanischen Krieg 1898 die spanischen Kolonien Guam und vor allem die Philippinen. Die Annexion dieses Archipels stellte insofern einen Bruch mit den Traditionen der amerikanischen Außenpolitik dar, als die USA bislang allenfalls einzelne Häfen okkupiert hatten, um von dort aus die umliegenden Territorien im Sinne eines informal empire ökonomisch zu durchdringen, ohne sie in ihren unmittelbaren Herrschaftsbereich aufzunehmen. Präsident William McKinley fasste daher lediglich die Annexion Manilas ins Auge, das er zu einem „amerikanischen Hongkong“ ausbauen wollte. Dass sich seine Regierung dennoch entschied, den ganzen Archipel zu besetzen, lag an Gründen der Machtbalance: Zum einen hätte es die rivalisierenden imperialistischen Mächte Großbritannien, Deutschland und Japan auf den Plan gerufen, die sich aus dem Erbe des spanischen Kolonialreichs nur zu gern bedient hätten, wenn sich die USA auf nur einen Stützpunkt beschränkt hätten. Zum anderen hätte es die philippinische Unabhängigkeitsbewegung unter Emilio Aguinaldo ermuntert, die im Philippinisch-Amerikanischen Krieg 1899–1902 mühsam niedergerungen wurde. Drittens schien es die instabile Lage in China für die USA angezeigt erscheinen lassen, in Ostasien stärker Präsenz zu zeigen. Erstmals mit der Annexion der Philippinen verfügten sie nun über ein Kolonialreich. Die Inselgruppe wurde während des Zweiten Weltkrieges von 1941 bis 1944 von Japan besetzt. 1946 erhielten die Philippinen auf Grund massiver Autonomiebestrebungen formal ihre Unabhängigkeit.
Zwischen 1863 und 1945 unterhielten die USA auch eine Konzession in Shanghai und von 1860 bis 1902 eine in Tientsin.
Guam wurde eine Überseeprovinz und 1949 von Präsident Harry S. Truman in ein nicht-inkorporiertes Territorium mit innerer Autonomie innerhalb Amerikanisch-Ozeaniens umgewandelt.
Die Marianen wurden 1899 zwischen dem Deutschen Reich und den USA aufgeteilt. Den südlichen Teil erhielten die USA. Nach dem Zweiten Weltkrieg wurden die Marianen, die vorher unter japanischer Verwaltung standen, von der UNO den USA zugesprochen, die der Inselgruppe 1978 den Status eines mit den USA assoziierten Staates zubilligten (Nördliche Marianen).
1899 gelang es, den Streit zwischen Großbritannien, den USA und dem Deutschen Reich um Samoa im so genannten Samoa-Vertrag beizulegen. Die USA erhielten die östlichen Inseln, die fortan unter der Bezeichnung Amerikanisch-Samoa ein Außengebiet der USA wurden.
Von 1939 bis 1979 bestand ein Kondominium mit Großbritannien über die Kanton- und Enderbury-Inseln. Sie wurden in den unabhängigen Staat Kiribati integriert.

### Weitere Inseln Amerikanisch-Ozeaniens
Auf Grund des Guano Islands Acts gelang es den USA 1857, die Bakerinsel, Jarvisinsel, Howlandinsel, das Kingmanriff und das Johnston-Atoll im Zentralpazifik zu annektieren. Die Midwayinseln wurden 1859 von den USA entdeckt und 1867 Amerikanisch-Ozeanien eingegliedert. Seit 1996 unterstehen sie nicht mehr dem US-Militär, sondern dem Fish and Wildlife Service des Innenministeriums.
Das Palmyra-Atoll wurde von Gerrit P. Judd 1859 für die USA in Besitz genommen. 1922 erwarb die aus Hawaii stammende Fullard-Leo-Familie die gesamte Inselgruppe; 1940 musste die Familie die Insel an die US Navy abtreten, die dort einen Marine- und Luftwaffenstützpunkt errichtete. 1947 erstritten sich die Fullard-Leos vor Gericht das Besitzrecht der Inseln. Palmyra ist seitdem das einzige Territorium der USA, das sich vollständig in Privatbesitz befindet. Im Jahr 2000 wurde die Inselgruppe an die Umweltorganisation The Nature Conservancy verkauft, und es wurden einige Forschungsstationen eingerichtet.
Die Insel Wake wurde 1899 von den USA in Besitz genommen und zunächst als Landeplatz genutzt, der als Zwischenstopp für zivile Flugrouten nach Asien diente. 1941 wurde eine Militärbasis errichtet, während des Zweiten Weltkrieges eroberte Japan die Insel. Die 1990 von den USA unabhängig gewordenen Marshallinseln beanspruchen allerdings Wake. Bisher ist es noch zu keinen Zugeständnissen seitens der USA gekommen.

### UN-Treuhandgebiete
1947 wurden den USA Mikronesien und Palau als UN-Treuhandgebiete übertragen. Sie wurden 1991 bzw. 1994 unabhängig; die USA bleiben aber weiterhin für die Verteidigung und Außenpolitik der beiden Republiken zuständig. Dazu zählten auch die Marshallinseln, die während des Zweiten Weltkrieges erobert wurden und 1990 ihre volle Souveränität erhielten.

## Protektorate

### Panamakanal
1903 vereinbarte Panama mit den USA einen Staatsvertrag, der den USA auf unbestimmte Zeit die Nutzung einer Kanalzone in der Breite von 10 Meilen, ihre Besetzung und ihre unbeschränkte Herrschaft als Protektorat zusicherte. Die USA mussten im Gegenzug die territoriale Souveränität Panamas zusichern. Der Bau des Kanals wurde fortan von den USA forciert und 1920 fand die offizielle Eröffnung statt. In den darauffolgenden 57 Jahren kam es immer wieder zu Revisionen des Nutzungsabkommens von 1903. Schließlich verkündete Präsident Jimmy Carter 1977, dass der Kanal bis zum Jahr 2000 an Panama zurückgegeben wird. Seit dem 31. Dezember 1999, 12 Uhr wird der Kanal von der Autoridad del Canal de Panamá (ACP) verwaltet. Die Behörde ist autonom, allerdings wird ihr Vorstand vom panamaischen Präsidenten ernannt (→ Geschichte des Panamakanals).

### Hispaniola
Auch die Karibikinsel Hispaniola stand unter dem Einfluss der USA. Haiti wurde 1915 von den USA besetzt und war bis 1934 formal Protektorat der Vereinigten Staaten (→ Intervention der USA auf Haiti). In den Jahren 1905 bis 1907 und 1915 bis 1924 stand auch die Dominikanische Republik unter amerikanischer Verwaltung.

### Island und Grönland
Die USA besetzten im Zuge des Zweiten Weltkrieges 1941 das Königreich Island. Nach der Republikgründung 1944 stationierten die USA auch weiterhin in Island Militäreinheiten. Mittlerweile gibt es militärische Verträge mit Norwegen und Dänemark. Die Marinefliegerstation Keflavik wurde inzwischen von den USA einseitig geräumt und die dort stationierten Flugzeuge abgezogen; uneingeschränkte Landungs- und Nutzungsrechte sind davon aber unbenommen.
Auch Grönland kam während des Zweiten Weltkriegs unter amerikanischen Einfluss, so wurde 1941 ein Vertrag unterzeichnet, der den USA weitreichende Rechte wie die Errichtung von Militärbasen und Befestigungsanlagen einräumte, im Gegenzug verpflichteten sich die USA, Grönland zu verteidigen. Nach Kriegsende machte der US-Außenminister James Byrnes 1946 Dänemark sogar ein Kaufangebot über 100 Millionen Dollar, was abgelehnt und bis 1977 geheim gehalten wurde. Zunächst ging die Verteidigung Grönlands wieder vollständig auf Dänemark über, wurde aber dann in einem erneuten Vertrag im Zuge des Kalten Krieges wegen der Lage zur Sowjetunion wieder mit den USA bzw. im Rahmen der neuentstandenen NATO geteilt. Die Amerikaner bauten ihre militärische Präsenz weiter aus und sicherten sich das Recht der uneingeschränkten Bewegungsfreiheit zwischen den Basen, sowohl zu Land, zu Luft als auch zu Wasser, im gesamten Staatsgebiet, zu. Nach dem Ende der Sowjetunion ging auch das Interesse der USA an Grönland zurück, die USA unterhalten mit der Thule Air Base aber weiterhin einen militärischen Stützpunkt. Mitte 2019 schlug Präsident Donald Trump erneut vor, dass die USA Grönland kaufen und provozierte damit Widerstand sowohl der dänischen Regierung als auch der grönländischen Autonomieverwaltung.